# Козлов, Григорий Михайлович
Григо́рий Миха́йлович Козло́в (род. 6 марта 1955, Ленинград) — российский театральный режиссёр, театральный педагог, заслуженный деятель искусств России (2006), лауреат Государственной премии России (1999), лауреат премии «Золотая маска» (2023). В 2002—2007 гг. — художественный руководитель ТЮЗа им. А. Брянцева. С 2010 г. — основатель и художественный руководитель Санкт-Петербургского государственного театра «Мастерская».

## Биография
Родился 6 марта 1955 года в Ленинграде. Отец — бортмеханик на самолетах, затем авиатехник. В детстве жил по адресу ул. Герцена, дом 45 (ныне — Дом композиторов). Рассказывая о своем детстве, вспомнил такой эпизод: «Помню дворника... которому я помогал колоть лед. Занимаясь этим делом. я пел: „Если б знали вы, как мне дороги подмосковные вечера“. И однажды ко мне подошел дедушка и сказал: „Мальчик, не порти песню“. Это был Соловьев-Седой». В 1976 году поступил в Ленинградский кораблестроительный институт на приборостроительный факультет. Во время обучения занимался в самодеятельном театре при факультете под руководством Игоря Тыршклевича: играл небольшие роли, прошёл весь путь от осветителя до помощника режиссёра. В 1980 году окончил «Корабелку» и три года работал инженером. В 1983 году поступил на режиссёрское отделение ЛГИТМиКа, который закончил в 1989 году по классу режиссуры театра кукол доцента Н. П. Наумова.

### Творческий путь
Первый же спектакль — «Москва. Моление о чаше» принёс известность, став лучшим спектаклем сезона 1991/92 и назван лучшим режиссёрским дебютом. Следующие работы: «Концерт Саши Чёрного для фортепиано с артистом» — моноспектакль А. Девотченко, и «Фрекен Жюли» в Красноярском театре им. А. С. Пушкина — участники множества фестивалей, лауреаты нескольких премий, продолжили и закрепили успех режиссёра.
В 1999 году спектакль «Лес» по А. Н. Островскому в Театре на Литейном, режиссёр спектакля Григорий Козлов и его артисты получили Государственную премию России.
В 2002—2007 годах возглавлял петербургский Театр юных зрителей им. А. А. Брянцева. Накануне начала сезона 2007/2008 подал заявление об отставке, решив сосредоточиться на работе со студентами в своей мастерской в Театральной академии.
С третьим выпуском основал Санкт-Петербургский театр «Мастерская», в котором работает до сих пор.

### Козлов и его студенты
С 1994 года преподаёт в Академии театрального искусства. В 2000 выпустил первый курс, студенты которого продолжили работу с мастером в Творческой Мастерской. Театр «Творческая Мастерская Григория Козлова» возник на Малой сцене ТЮЗа, там где когда-то был знаменитый «Пятый этаж» З. Я. Корогодского. Спектакль выпускниц Козлова Галины Бызгу «Очень простая история» и Натальи Лапиной «Начало. Рисунок первый» до сегодняшнего дня в афише театра, собирают аншлаги. Выпускники следующего курса (2005 г.) — молодые артисты, учившиеся по особой программе не обычные 4 года, а целых 5 лет, пополнили ряды артистов ТЮЗа и других петербургских театров. Их студенческий спектакль «Наш Авлабар» («Ханума») — первый спектакль, который сойдя со сцены Учебного театра на Моховой, продолжил свою жизнь «в свободном полете» и игрался на разных площадках Петербурга. Сейчас включен в репертуар театра «Мастерская».
В 2005 году набрал свой третий курс. В 2010 году с выпускниками основал театр «Мастерская». Особенность этого театра состоит в том, что все его артисты и режиссёры — выпускники Григория Козлова. Наибольшую известность получил выпускник-режиссёр Максим Диденко.
В 2010 году набрал свой четвёртый курс. Первый же спектакль четвертого набора мастерской Григория Козлова — «Тихий Дон» — заслужил высокие оценки профессиональной критики.
Среди учеников Григория Козлова известные российские актеры театра и кино, как например Евгений Шумейко, Катерина Гороховская, Александра Мареева, Полина Сидихина и др.

## Режиссёрские работы в театре
- 1992 — «Москва. Моление о чаше» Л. Тимофеева — Театр «Русские ночи» в помещении Музея Ф. М. Достоевского
- 1993 — «Фрекен Жюли» А. Стриндберга — Краевой драматический театр им. А. С. Пушкина, Красноярск
- 1993 — «Концерт Саши Чёрного для фортепиано с артистом» (Моноспектакль А. Девотченко) — Александринский театр
- 1994 — «Преступление и наказание» по роману Ф. М. Достоевского — ТЮЗ имени А. А. Брянцева
- 1995 — «Саломея» О. Уайльда — Театр драмы, Омск
- 1995 — «Вишнёвый сад» А. Чехова — Краевой драматический театр им. А. С. Пушкина, Красноярск
- 1996 — «Соната счастливого города» Инсценировка Р. Должанского по сказкам О. Уайльда — ТЮЗ имени А. А. Брянцева
- 1996 — «Дневник провинциала в Петербурге» М. Салтыкова-Щедрина (Моноспектакль А. Девотченко) — Балтийский дом, Малая сцена; возобновление — 2002, Малая сцена ТЮЗа имени А. А. Брянцева
- 1998 — «P.S. капельмейстера Иоганнеса Крейслера, его автора и их возлюбленной Юлии: Каденции на темы произведений Э.-Т.-А.Гофмана и В.-А.Моцарта» — Александринский театр
- 1999 — «Два вечера в весёлом доме» В. Вербина по мотивам повести А. Куприна «Яма» — Новосибирский Академический театр «Красный факел»
- 1999 — «Декамерон» Бокаччо — Учебный театр на Моховой
- 1999 — «Лес» А. Островского — Театр на Литейном
- 2000 — «Перед заходом солнца» Г. Гауптмана — БДТ им. Товстоногова
- 2000 — «Леший» А. Чехова (Совместная работа с И.Латышевым) — Малая сцена ТЮЗа имени А. А. Брянцева
- 2001 — «Концерт замученных опечаток» по произведениям И. Ильфа и Е. Петрова — Театр на Литейном
- 2002 — «Doctor Чехов» — «Такой театр» на сцене Театр на Литейном
- 2002 — «Лёгкое дыхание» И. Бунина — Малая сцена ТЮЗа имени А. А. Брянцева
- 2002 — «Тёмные аллеи» И. Бунина — Малая сцена ТЮЗа имени А. А. Брянцева
- 2003 — «Чайка» А. Чехова — Учебный театр на Моховой
- 2003 — «Маленькие трагедии» А. Пушкина — Александринский театр
- 2005 — «Капитанская дочка» инсценировка А. Гетмана по А. Пушкину — ТЮЗ имени А. А. Брянцева
- 2006 — «Гарольд и Мод» К. Хиггинс — Театр комедии им. Н. П. Акимова
- 2006 — «Бедные люди» инсценировка В. Семеновского по Ф. Достоевскому — Малая сцена ТЮЗа имени А. А. Брянцева
- 2007 — «Два вечера в весёлом доме» В. Вербина по А. Куприну — Учебный театр на Моховой
- 2007 — «Идиот. Возвращение» по Ф. Достоевскому — Санкт-Петербургский театр «Мастерская»
- 2010 — «Грёзы любви» А. Н. Островского — Санкт-Петербургский театр «Мастерская»
- 2010 — «Старший сын» А. Вампилова —  Санкт-Петербургский театр «Мастерская»
- 2013 — «Над пропастью во ржи» Джерома Сэлинджера — Магнитогорский драматический театр им. А. С. Пушкина[3]
- 2013 — «Москва-Петушки»  В.Ерофеева —  Санкт-Петербургский театр «Мастерская»
- 2013 — «Тихий Дон» М.Шолохова —  Санкт-Петербургский театр «Мастерская»
- 2013 —  «Дни Турбиных» М.Булгакова —  Санкт-Петербургский театр «Мастерская»
- 2015 —  «Братья Карамазовы» Ф.Достоевского —  Санкт-Петербургский театр «Мастерская»
- 2016 —  «Записки юного врача» М.Булгакова—  Санкт-Петербургский театр «Мастерская»
- 2016 —  «Тартюф» Мольера —  Санкт-Петербургский театр «Мастерская»
- 2017 —  «Мастер и Маргарита» М.Булгакова —  Санкт-Петербургский театр «Мастерская»
- 2017 —  «Живи и помни» В.Распутина —  Санкт-Петербургский театр «Мастерская»
- 2018 —  «Прошлым летом в Чулимске» А.Вампилова —  Санкт-Петербургский театр «Мастерская»
- 2018 — «Чайка» А.Чехова — Свердловский академический театр драмы
- 2019  — «Утиная охота» А.Вампилова —  Санкт-Петербургский театр «Мастерская»
- 2020 — «Ромео и Джульетта» У.Шекспира —  Санкт-Петербургский театр «Мастерская»
- 2022 — «Антигона» Софокла —  Санкт-Петербургский театр «Мастерская»

## Награды и признание
- Заслуженный деятель искусств России (2006 г.)
- Лауреат Государственной премии России (за спектакль «Лес», Театр на Литейном, 2000 г.)
- Благодарность Законодательного Собрания Санкт-Петербурга (20 февраля 2002 года) — за существенный вклад в развитие театрального искусства и в связи с 80-летием со дня основания[4].
- Лауреат премии «Золотой софит» (за спектакль «P.S. капельмейстера Иоганнеса Крейслера», Александринский театр, 1999 г.)
- Лауреат первого Международного фестиваля моноспектаклей «Монокль» (за спектакль «Дневник провинциала в Петербурге», 1996 г.)
- Дважды лауреат Международного театрального фестиваля «Балтийский дом» («Преступление и наказание» в ТЮЗе, 1996 г. и «P.S. капельмейстера Иоганнеса Крейслера», Александринский театр, 1999 г.)
- Дважды лауреат Международного фестиваля камерных спектаклей по произведениям Ф. М. Достоевского, (г. Старая Русса): за спектакль «Бедные люди» (ТЮЗ имени А. А. Брянцева) и «Идиот. Возвращение» (Учебный театр на Моховой)
- Лауреат премии Правительства Санкт-Петербурга за достижения в области культуры и искусства (за постановку дилогии о Гражданской войне - спектакли "Тихий Дон" и "Дни Турбиных")
- Лауреат премии Георгия Товстоногова «За выдающийся вклад в развитие театрального искусства» (2015 г.)
- Лауреат XXII Международной премии Станиславского в номинации «Театральная педагогика» (2017 г.)
- Премия «Золотая маска» (2023 г.)[5]
- Премия «Фигаро» (2025 г.)[6]